# Suzanne Plesman
Suzanne Plesman, född den 23 oktober 1971 i Haag, Nederländerna, är en nederländsk landhockeyspelare.
Hon tog OS-brons i damernas landhockeyturnering i samband med de olympiska landhockeytävlingarna 1996 i Atlanta.